# Bibasis jaina
Bibasis jaina, là một loài bướm ngày thuộc họ Bướm nhảy được tìm thấy ở châu Á.Chúng khá phổ biến ở Kodagu và hiếm gặp tại một số nơi ở India.